# Presidenti delle Kiribati
I presidenti di Kiribati si sono succeduti a partire dal 1979. Il presidente (in gilbertese: te Beretitenti) è il capo di Stato e il capo di governo del Paese ed è eletto a suffragio popolare diretto tra una serie di 3 o 4 candidati prescelti fra i deputati eletti dal parlamento (la Maneaba ni Maungatabu).
Il presidente sceglierà appena entrato in carica, tra i ministri del governo, il proprio vicepresidente, che lo sostituisce in caso di malattia, assenza o incapacità. Se il presidente decade per un voto di sfiducia del parlamento o per la mancata approvazione di una legge su cui ha posto la questione di fiducia, è il capo del Consiglio di Stato ad assumerne i poteri fino all'elezione di un nuovo Presidente.

## Lista
| Presidente                                                  | Presidente | Partito                        | Mandato          | Mandato          | Vicepresidente                                          |
| Presidente                                                  | Presidente | Partito                        | Inizio           | Fine             | Vicepresidente                                          |
| ----------------------------------------------------------- | ---------- | ------------------------------ | ---------------- | ---------------- | ------------------------------------------------------- |
| Ieremia Tabai                                               |            | Partito Nazionale Progressista | 12 luglio 1979   | 10 dicembre 1982 | Teatao Teannaki                                         |
| Rota Onorio ad interim come capo del Consiglio di Stato     |            | Indipendente                   | 10 dicembre 1982 | 18 febbraio 1983 |                                                         |
| Ieremia Tabai                                               |            | Partito Nazionale Progressista | 18 febbraio 1983 | 4 luglio 1991    | Teatao Teannaki                                         |
| Teatao Teannaki                                             |            | Partito Nazionale Progressista | 4 luglio 1991    | 24 maggio 1994   | Taomati Iuta                                            |
| Tekiree Tamuera ad interim come capo del Consiglio di Stato |            | Indipendente                   | 24 maggio 1994   | 28 maggio 1994   |                                                         |
| Ata Teaotai ad interim come capo del Consiglio di Stato     |            | Indipendente                   | 28 maggio 1994   | 1º ottobre 1994  |                                                         |
| Teburoro Tito                                               |            | Proteggiamo la Maneaba         | 1º ottobre 1994  | 28 marzo 2003    | Tewareka Tentoa (1994-2000) Beniamina Tinga (2000-2002) |
| Tion Otang ad interim come capo del Consiglio di Stato      |            | Indipendente                   | 28 marzo 2003    | 10 luglio 2003   |                                                         |
| Anote Tong                                                  |            | Pilastri della verità          | 10 luglio 2003   | 11 marzo 2016    | Teima Onorio                                            |
| Taneti Maamau                                               |            | Tobwaan Kiribati Party         | 11 marzo 2016    | in carica        | Kourabi Nenem (2016-2019) Teuea Toatu (2019-in carica)  |